# Престол слави

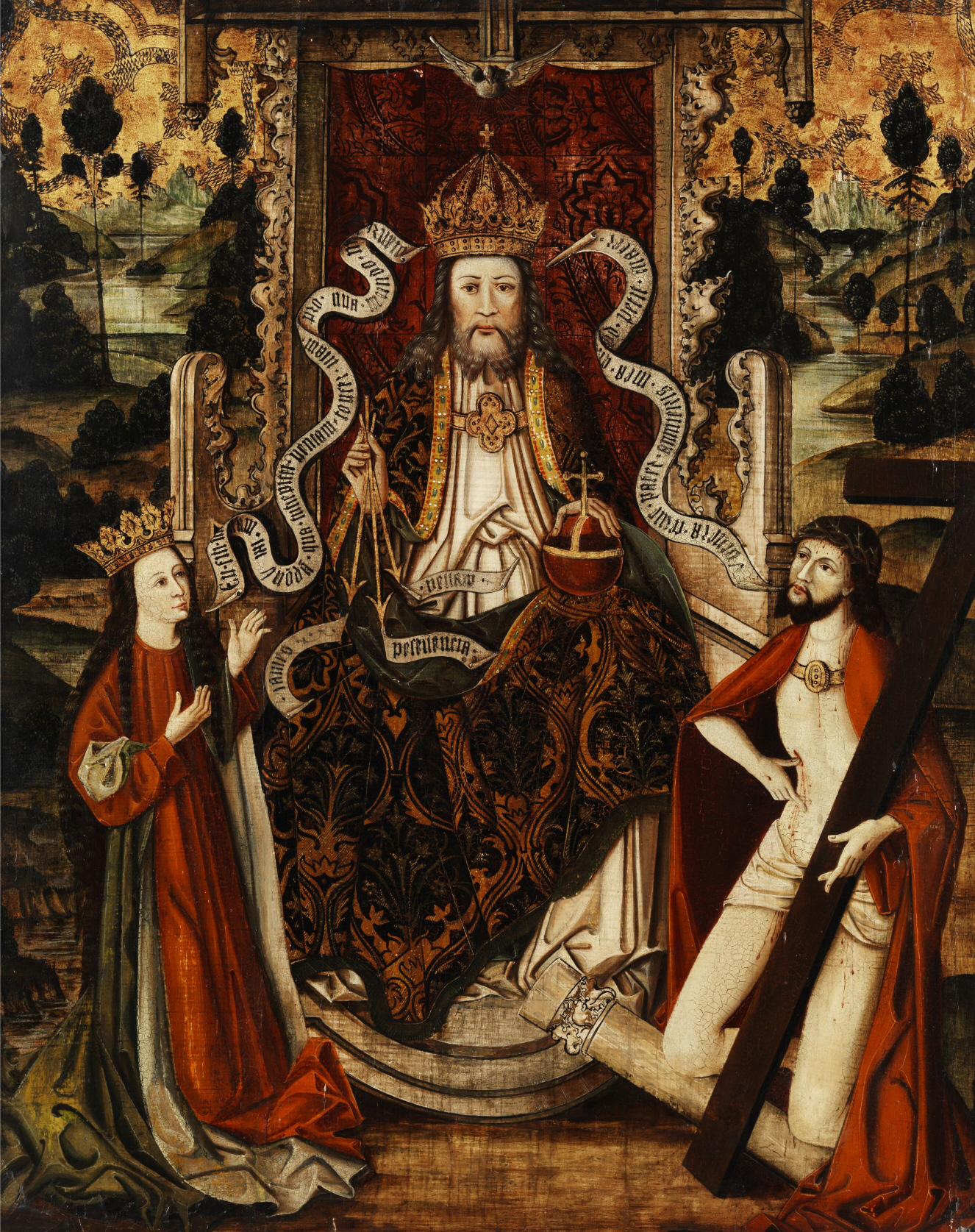
Бог-Отець на престолі з Дівою Марією по праву руку та Ісусом Христом по ліву (живопис кінця XV століття)

Престол слави, також Божий престол (івр. כסא הכבוד) — в авраамічних релігіях уявлення про те місце, звідки Бог проявляє Свою велич і слава.
У православних храмах престолом Божим називається те піднесене місце посеред вівтаря, на якому сам Господь таємничо присутній серед віруючих. У Святому Письмі престолами називаються і святі безтілесні духи, які складають, за Діонісієм Ареопагітом, третій чин небесної ієрархії.

## Старий Завіт
Пророк Міхей розповідає царю: «Я бачив Господа, що сидів на престолі Своїм, і все військо небесне стояло біля Нього, по праву і по ліву руку Його» (3 Цар 22:19).
Пророк Ісая поетично описує одне пророче бачення: «Бачив я Господа, що сидів на престолі високому, а кінці шат Його заповнювали храм; наколо Нього стояли Серафими» (Іс 6:1—2). Єзекиїл також говорить: «І бачив я ось на небозводі, що під головами херувимів, як би камінь сапфір, як щось схоже на престол» (Єз 10:1).
Пророки в інших місцях висловлюються більш конкретно стосовно престолу слави:
- Єремія говорить: «Престоле слави, вознесений споконвіку, о місце нашої святині!» (Єр 17:12), і в майбутньому назвуть весь Єрусалим престолом Господнім (Єр 3:17);
- пророк Ісая називає весь світ «престолом Божим»: «Так говорить Господь: Небеса — Мій престол, а земля то підніжок для ніг Моїх» (Іс 66:1).

В устах псалміста Давида престол слави — це символ справедливості: «Справедливість та право — підстава престолу Твого» (Пс 88:15). 

## Агада
На думку агадистів, престол слави знаходиться на найвищому з семи небес «arabot» (івр. ערבות; Хаг., 12б); він один з семи предметів, що існували до створення світу (Пес., 54а); душі праведників після смерті перебувають під престолом слави (Шаб., 152б). Коли Мойсей зійшов на небо отримати Тору і ангели запротестували, Мойсей злякався їх, але Бог розпростер Свою славу з престолу на Мойсея і захистив його (Шаб., 88б).

## У кабалі
Престол слави відіграє велику роль в пізнішій кабалі. Ідея прояву божественної слави поступово стала позначатися в кабалістичному терміні як «כח הצמצום והקו» (сила «контракції» і випромінювання). За Зоаром, лик патріарха Якова вигравіруваний на престолі слави (Зоар, ויגש, 211а).

## В ісламі
Арш — престол слави згідно Корану; найвище місце, яке обіймає все суще і знаходиться над ним. Термін згадується в декількох аятах Корану.